# مارکو آبرو
مارکو آبرو (انگلیسی: Marco Abreu؛ زادهٔ ۸ دسامبر ۱۹۷۴) یک بازیکن فوتبال اهل آنگولا است.